# Ifugao

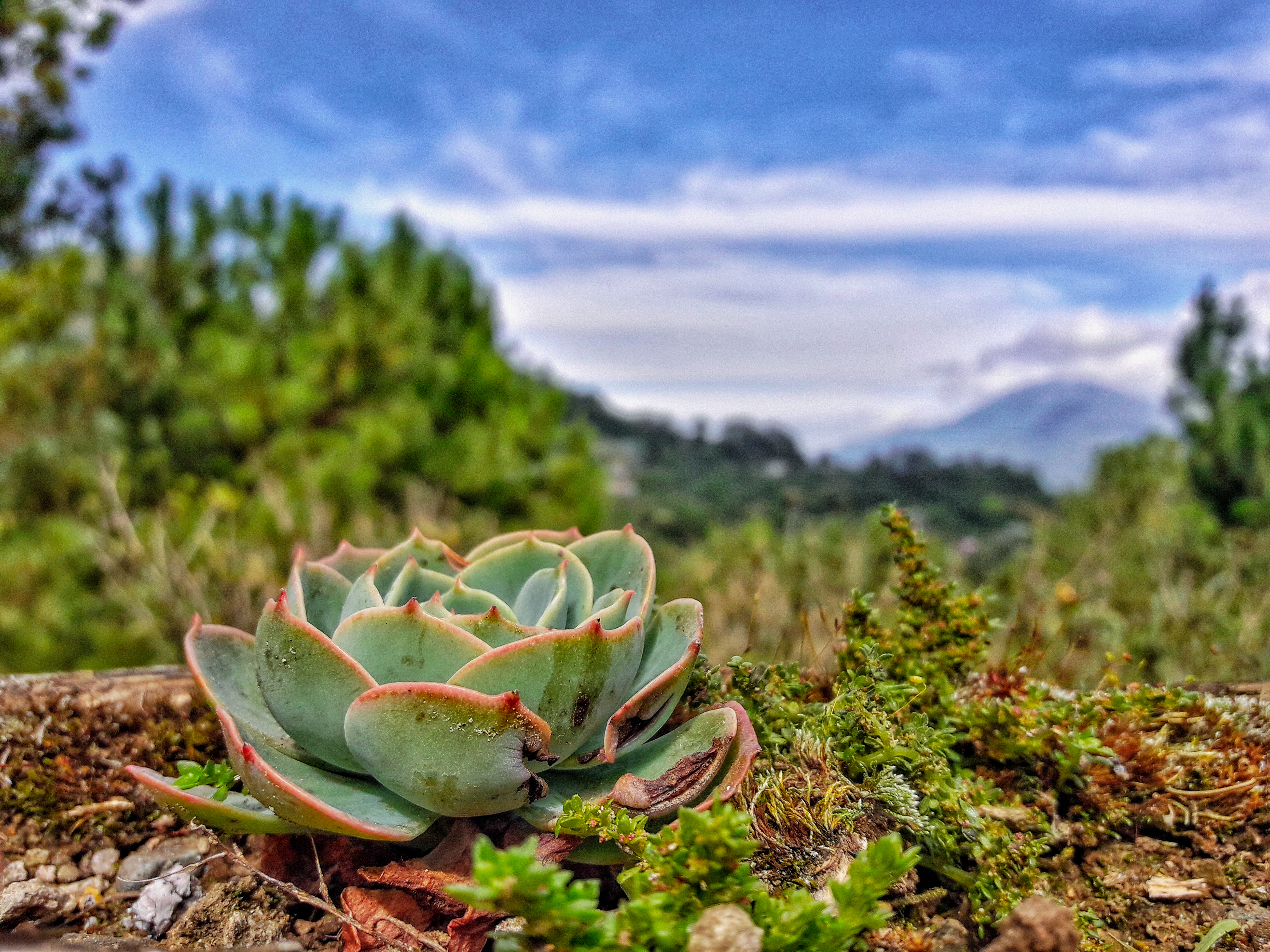
Thiên nhiên ở Ifugao

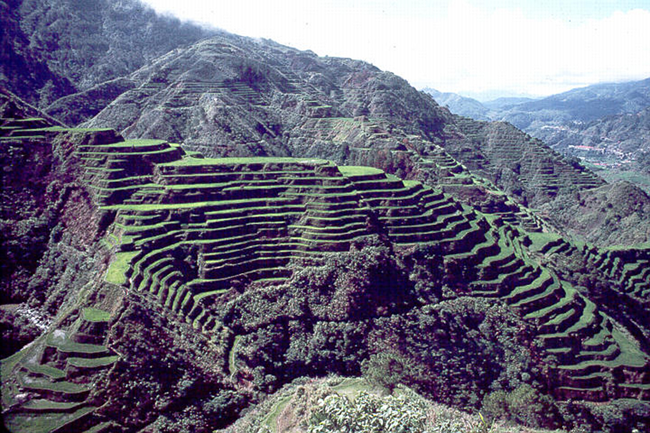
Ruộng bậc thang ở Ifugao

Ifugao là một tỉnh không giáp biển của Philippines, tỉnh thuộc vùng Hành chính Cordillera ở Luzon, địa hình tỉnh chủ yếu là đồi núi hiểm trở, thung lũng và rừng rậm. Tỉnh lị là Lagawe. Tỉnh giáp với Benguet ở phía tây, Mountain Province ớ phái bắc, Isabela ở phía đông và Nueva Vizcaya ở phía nam. Tên của tỉnh bắt nguồn từ "i-pugo" trong đó "i" có nghĩa là đến từ/người, còn "pugo" nghĩa là Trái Đất. Ruộng bậc thang Banaue là địa điểm du lịch kỳ thú của tỉnh. Những bậc thang đã 2000 năm tuổi được tạo thành trên các ngọn núi mà không cần máy móc, giúp cho những người dân bản địa có thể trồng lúa gạo Năm 1995, nơi đây được UNESCO công nhận là Di sản Thế giới.

## Lịch sử
Trước đây tỉnh là một phần của tỉnh Mountain Province cũ, và được tách ra ngày 18/06/1966. Nơi đây từng là một trung tâm chiến sự trong giai doạn cuối của Thế chiến II.

## Hành chính
Tỉnh gồm 11 đô thị tự trị:
| - Aguinaldo - Alfonso - Asipulo - Banaue - Hingyon - Hungduan | - Kiangan - Lagawe - Lamut - Mayoyao - Tinoc |